# 福岡式石油発動機関車
福岡式石油発動機関車（ふくおかしきせきゆはつどうきかんしゃ）は、大阪府に所在した福岡鐵工所が1904年（明治37年）から1910年（明治43年）にかけて製造した内燃機関車。

## 概要
福岡駒吉によって1889年（明治22年）頃に設立され、ボギー式客車・貨車の鉄道車両や鉄道諸機械、鉱山機械、紡績、製紙用機械、水車、ポンプなどの製造を手がける機械製造業だった福岡鐵工所で「石油発動機関車」、「石油発動車」等と称する内燃機関車が1903年（明治36年）に試作、同年9月29日に特許出願されて、翌年の明治37年1月9日に特許(第6999号)が取得された。世界的に見てもアメリカのマッキーン・モーターカーでマッキーン・レールモーターが製造されたのは1905年（明治38年）だったのでそれよりも早かった。
エンジンフードを前方にして、後方に運転台を配置、フード上から細い煙突を立てて蒸気機関車に似せた外観とし、前方のフード内に単気筒の水平シリンダ式焼玉エンジンを装備して、チェーンや歯車で2軸中1軸のみ駆動とされた。
この機関車を使用した鉄軌道は筑後軌道・祐徳軌道など筑紫平野を中心とした福岡県・佐賀県域に営業していた914 mm軌間の非電化軌道を中心に数社のみであるが、製造輌数は路線延長の長かった筑後軌道がのべ47輌も購入したこともあり、総計で60輌を超えている。
この機関車は当初5PS、のち排気量増大改造を図っても7PS程度の定格に過ぎない低出力かつ凄い悪臭で、日本の製造業自体が黎明期だった頃の製品ゆえ故障も多かった。しかし、当時の非電化軌道線の動力は馬力（馬車鉄道）・人力（人車軌道）が主体で、未だ蒸気機関車すら普及していない状況であり、また法規上原則として2輌編成以上での運転ができなかったこともあり、蒸気機関車よりも安価な、「石油発動車」の登場は馬力に代わる低コストな動力化策として注目を集めたようである。
1907年（明治40年）前後から国産小型蒸気機関車の量産が軌道に乗り、また軌道線での連結両数に関する規制が緩和され、2輌以上の連結運転が出来るようになると、小出力で故障も多く取り扱いも面倒な「石油発動車」の需要は減退し、新規の製造は終了した。既存の車両についても、強力（小型でも数十馬力程度の力があった）で信頼性も高い蒸気機関車に置き換えられた例も複数見られた。
残った機関車についても時代が昭和に入ると、乗合自動車の普及が進んだことで営業していた軌道線自体が廃止されたため姿を消している。
最後の使用例は、羽犬塚 - 黒木間で軌道を経営していた南筑軌道で、平坦な線形にも助けられ、1914年（大正3年）の導入開始から1940年（昭和15年）6月に全線が廃止されるまで実に25年以上にわたり、この機関車を使用し続けていたことが知られている。